# 블랙 라이트닝 (영화)
블랙 라이트닝(Чёрная Молния, Black Lightning)은 러시아 연방에서 제작된 알렉산드르 보이틴스키 감독의 2009년 액션, SF 영화이다. 그리고리 도브리긴 등이 주연으로 출연하였고 티무르 베크맘베토브 등이 제작에 참여하였다.

## 출연

### 주연
- 그리고리 도브리긴
- 엑카테리나 빌코바

### 조연
- 빅토르 베르즈비츠키
- 발레리 졸로투킨
- 엑카테리나 바실레바
- 후오자스 부드라이티스
- 세르게이 가르마시
- 미카일 에프레모프
- 다토 박타드제
- 이고르 사보치킨
- 알렉산드르 보이틴스키
- 세르게이 트로피모브
- 알렉산드르 솔로비요브
- 인나 피바르스
- 아르티옴 츠카노브

## 제작진
- 프로듀서: 알렉산드르 보이틴스키
- 프로듀서: 미하일 브루벨
- 미술: 마리야 투르스카야
- 의상: 바바라 어브디어쉬코
- Ass-PD: 폴 레트너